# Julia Rosa Clark
Julia Rosa Clark (sinh năm 1975) là một nghệ sĩ và nhà giáo dục nghệ thuật đương đại người Nam Phi nổi tiếng nhất với "các tác phẩm cài đặt giấy phức tạp, có văn bản và đa màu sắc".

## Cuộc sống và giáo dục
Julia sinh ra ở Cape Town, Nam Phi vào năm 1975. Bà tốt nghiệp Thạc sĩ Mỹ thuật của Trường Mỹ thuật Michaelis, Đại học Cape Town năm 2004.

## Công việc
Clark đã làm việc như một nghệ sĩ và người phụ trách, và đã được giới thiệu trong các cuộc triển lãm quốc tế. Triển lãm của bà có các tác phẩm trải từ hình ảnh các vali được chiếu sáng, quần áo cho đến các bức tường lớn với các tác phẩm sắp đặt trên đó. Triển lãm của bà chiếm toàn bộ phòng trưng bày, sử dụng sàn nhà, tường và trần làm vải cho nghệ thuật truyền thông hỗn hợp của cô. Thường sử dụng các vật thể tìm thấy, vật liệu của bà bao gồm đồ chơi trẻ em, hộp cũ, và các hình cắt giấy tỉ mỉ. Clark mô tả công việc của mình làm thay đổi những vật thể này như một "thiết bị đối phó với tình trạng quá tải thông tin hoặc cảm xúc".
Sự đa dạng của phong cách, vô số các giấy cắt và sử dụng màu sắc tươi sáng đã tạo ra cho các tác phẩm của Clark một cảm giác huyền ảo mà đồng thời thể hiện các chủ đề sâu sắc. Triển lãm 2004-2005 của cô, A Million Trillion Gazillion, sử dụng nhiều yếu tố khác nhau để khám phá "bản chất thay đổi của hệ thống tri thức". Với sự giúp đỡ của các sinh viên nghệ thuật khác, Clark đã ảnh hưởng đến các tài liệu giáo dục truyền thống như những cuốn sách được minh họa để miêu tả "sự tương đồng của một thế giới lý tưởng hóa với sự thất bại và thực tế của thế giới đương đại của chúng ta". Ba triển lãm cá nhân của bà đóng vai trò như một bộ ba liên kết, nhìn vào bản chất thoáng qua của các hệ thống tri thức.
Một cuộc triển lãm khác, tác phẩm Lament của Hypocrite (2007) tập trung vào "các chu kỳ phản ứng của sự bổ sung và hủy diệt", [4] (2007). Triển lãm sau đó của cô, Fub Jubilee (2010) tập trung vào tăng trưởng, với các công trình như nhà máy làm bằng giấy được cắt ra, đóng vai trò như một không gian cho Clark và gia đình bà thư giãn với khán giả. Phần cuối cùng của bộ ba tập trung trực tiếp vào khoa học và giáo dục, có tính năng cài đặt và ám chỉ đến các khái niệm trong vật lý và triết học.